# Costa de Marfil en los Juegos Olímpicos de Londres 2012
Costa de Marfil estuvo representada en los Juegos Olímpicos de Londres 2012 por nueve deportistas, cuatro hombres y cinco mujeres, que compitieron en seis deportes.
El portador de la bandera en la ceremonia de apertura fue el atleta Ben Youssef Meité. El equipo olímpico marfileño no obtuvo ninguna medalla en estos Juegos.